# Vadiello
Vadiello es una localidad perteneciente al municipio oscense de Loporzano. Se encuentra a 11 km de la capital del municipio y en 1991 tenía 9 habitantes.
Situado en plena Sierra de Guara en su término se encuentra el embalse de Vadiello y antes de construirse se hallaron en la zona materiales que sitúan a población humana en el lugar en la Edad del Bronce.